# Cité de l’Énergie

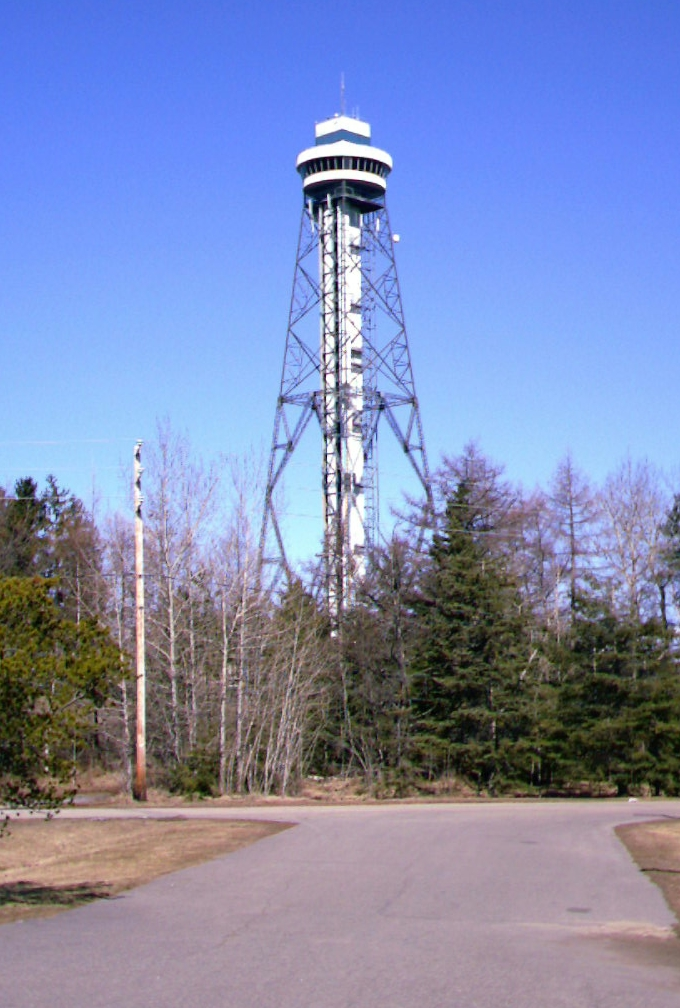
Aussichtsturm

Die Cité de l’Énergie ist ein Themenpark zum Thema Energie in Shawinigan (Québec). Zur Cité de l’Énergie gehört ein 115 Meter hoher Aussichtsturm, dessen Konstruktion einst als Freileitungsmast einer Leitungsquerung des St. Lorenzstroms zwischen Grondines und Lotbinière diente. Zur Cite de l’Energie gehören auch zwei Kraftwerke und eine Aluminiumhütte.